# Chiến tranh Nguyên Mông – Đại Việt lần 1
Chiến tranh Mông Nguyên – Đại Việt lần thứ nhất hay Kháng chiến chống Mông Nguyên lần thứ nhất là cách người Việt Nam gọi cuộc chiến đấu của quân dân Đại Việt chống lại quân đội của đế quốc Mông Cổ do Uriyangqatai (Ngột Lương Hợp Thai) chỉ huy vào trong khoảng thời gian nửa tháng cuối tháng 1 năm 1258 (hay năm Nguyên Phong thứ 7.
Cuộc chiến mở đầu với trận Bình Lệ Nguyên, sau đó là trận Phù Lỗ. Quân Mông Cổ thắng 2 trận này, nhưng họ không diệt được đạo quân chủ lực của nhà Trần. Quân Mông Cổ tiến vào kinh thành của Đại Việt trong 9 ngày. Quân đội nhà Trần đã phản công, đại phá quân Mông trong trận Đông Bộ Đầu khiến cho đội quân này phải chạy về phía Bắc, sau đó còn phải hứng chịu một cuộc tập kích khác của thủ lĩnh miền núi là Hà Bổng. Cuộc chiến này đã kết thúc với chiến thắng của nước Đại Việt, ghi dấu công lao của vua Trần Thái Tông trong việc lãnh đạo quân dân Đại Việt chiến đấu chống quân đội Mông Cổ.

## Bối cảnh

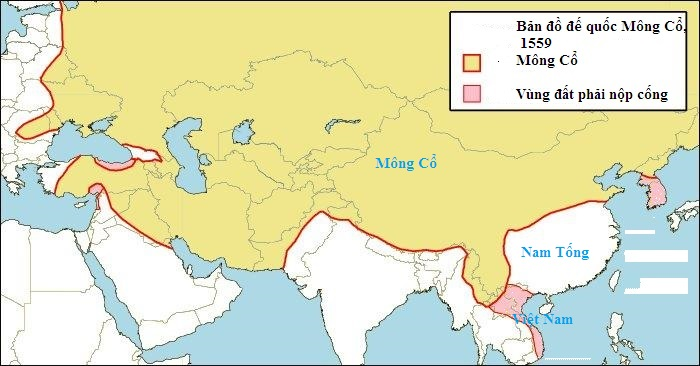
Bản đồ Đại Việt, Mông Cổ, Nam Tống, năm 1257

Vào năm 1206, Thành Cát Tư Hãn đã thành công trong việc thống nhất các bộ lạc Mông Cổ, từ đó Đế quốc Mông Cổ liên tục thực hiện nhiều cuộc chiến nhằm mở rộng đế quốc của mình. 50 năm sau, đến đời Đại hãn thứ 4, tức Mông Kha, ông đã tiến hành các chiến dịch tấn công nước Nam Tống (Trung Quốc). Mông Kha muốn đánh vào sườn nhà Tống thông qua việc cử em trai là Hốt Tất Liệt đánh Đại Lý. Đánh Đại Lý xong vào năm 1253, Hốt Tất Liệt trở về, ra lệnh cho Ngột Lương Hợp Thai ở lại đánh các nước chưa hàng phục.
Đến năm 1257, việc chiếm Đại Việt nằm trong chiến lược tổng thể của quân đội Mông Cổ nhằm tiêu diệt Nam Tống. Bốn cánh quân Mông Cổ sẽ tấn công Nam Tống từ những địa điểm khác nhau từ phía Nam và phía Tây. Nắm quyền chỉ huy 3 cánh quân kia là Mông Kha, Hốt Tất Liệt và Tháp Sát Nhi. Cánh quân còn lại – cánh quân thứ tư, sau khi chiếm Đại Việt sẽ đánh thốc vào Nam Tống từ mạn cực Nam. Tổng chỉ huy của cánh quân thứ tư là Ngột Lương Hợp Thai. Nhà Trần (Đại Việt) được thành lập vào năm 1225, đến thời điểm nhà Nguyên xâm phạm, đã có nền hòa bình 180 năm kể từ khi nhà Tống xâm lược vào năm 1076.

## Lực lượng
- Theo Tập sử biên niên của Rasìd ud-Dìn: Quân đội của Ngột Lương Hợp Thai gồm kỵ binh Mông Cổ và 20.000 quân sĩ người Di (thuộc nước Đại Lý vừa bị Mông Cổ chinh phục). Không có số liệu chính xác về số kỵ binh Mông Cổ, nhưng theo Rasìd ud-Dìn (Tập sử biên niên) cho biết rằng ban đầu Hốt Tất Liệt và Ngột Lương Hợp Thai đã đem 3 vạn quân xuống đánh Đại Lý (Vân Nam), sau đó Hốt Tất Liệt đi hướng khác, còn Ngột Lương Hợp Thai đánh tiếp sang Đại Việt, khi tiến lên châu Ngạc gặp Hốt Tất Liệt thì quân số còn lại không quá 5.000. Như vậy, trừ đi số tổn thất khi đánh Đại Lý và số kỵ binh đi theo Hốt Tất Liệt, thì số kỵ binh Mông Cổ khi tiến đánh Đại Việt sẽ vào khoảng 10.000 là hợp lý. Cộng thêm quân người Di thì tổng số quân của Mông Cổ có khoảng 30.000. Tiên phong là tướng Aju và Cacakdu (Triệu Triệt Đô hay Triệt Triệt Đô). Ngoài ra, đội quân này còn có phò mã của Mông Cổ là Quaidu (Hoài Đô). Đi tiên phong là Đoàn Hưng Trí – vua Đại Lý đã đầu hàng.[6]
- Theo sách Nghệ thuật đánh giặc giữ nước của dân tộc Việt Nam thì quân Mông Cổ có khoảng 1 đến 2 vạn, cộng với 2 vạn quân Đại Lý được Mông Cổ trưng dụng, tổng số là khoảng 3 đến 4 vạn.[cần dẫn nguồn]
- Quân Đại Việt, gồm quân cấm vệ và quân địa phương, có khoảng 10 vạn, trong đó có 2 vạn cấm quân (lực lượng chủ lực đóng ở gần kinh thành) và 8 vạn sương quân (quân đóng ở các địa phương). Quân Trần có đủ các binh chủng bộ binh, kỵ binh, tượng binh và thủy binh đã được thao luyện chu đáo. 2 vạn cấm quân có thể huy động toàn bộ, nhưng 8 vạn sương quân thì phải đóng quân rải khắp trên lãnh thổ cả nước, bao gồm việc ngăn ngừa nổi loạn, chống đạo tặc, canh gác biên giới và lăng tẩm... nên nhà Trần chỉ có thể tập trung được một bộ phận sương quân để tác chiến với Mông Cổ. Ước tính tổng binh lực của nhà Trần trong cuộc chiến này vào khoảng 6 vạn.

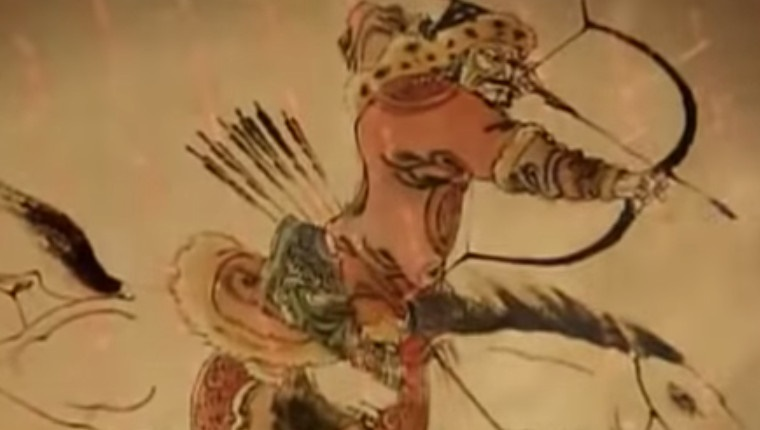
Hình ảnh một chiến binh thiện chiến Mông Cổ, với ngựa, giáp trụ, cung tên,...

Đạo quân của Ngột Lương Hợp Thai không thật đông nếu nhìn về số lượng tuyệt đối, họ chỉ bằng 1/2 quân số nhà Trần. Tuy vậy, quân Mông Cổ, như đã được chứng minh trong quá trình tác chiến của mình, hầu như luôn thua sút về quân số so với đối phương của họ, ít nhất là theo tỷ lệ 1:2, tức là nhiều ra thì số quân của họ cũng chỉ bằng một nửa so với đối phương (Mông Cổ là nước ít dân, dù huy động hầu hết trai tráng thì họ cũng chỉ có khoảng 15 – 20 vạn quân). Tuy ít hơn về số lượng nhưng quân Mông Cổ có lợi thế hơn hẳn về kỵ binh. Theo Đại Việt sử ký toàn thư, quân Trần có vài nghìn kị binh, còn quân Mông Cổ có khoảng 1 vạn kị binh.
Ngoài ra, kỵ binh Mông Cổ cũng giỏi hơn về kỹ năng chiến đấu. Người Mông Cổ là dân tộc du mục sống bằng chăn nuôi và săn bắn, nên từ nhỏ đã phải liên tục tập cưỡi ngựa và bắn cung để sinh tồn, hình thức "thao luyện kị binh cả đời" này không thể có được trong một đất nước sống bằng nông nghiệp - ngư nghiệp như Đại Việt. Con trai Mông Cổ từ khi 3 tuổi đã bắt đầu học cưỡi ngựa, khi 4 - 5 tuổi thì nhận cây cung đầu tiên của mình. Suốt cuộc đời, người Mông Cổ dành phần lớn thời gian trên yên ngựa để săn bắn và chiến đấu. Trong các chiến dịch quân sự, người Mông Cổ còn có thể buộc mình vào yên ngựa để vừa ngủ vừa cưỡi, nhờ đó đạt được tốc độ hành quân cao. Các chiến binh Mông Cổ được ca ngợi là có sức chịu đựng phi thường, ai cũng sở hữu nhiều loại vũ khí và bắn thành thạo cung tên.
Kỵ binh là binh chủng lợi hại bậc nhất thời trung cổ, có tính cơ động hơn hẳn bộ binh, cho phép quân Mông Cổ nhanh chóng tập trung lực lượng đánh vào chỗ mỏng yếu của đối phương, hoặc sẽ rút lui nhanh nếu thấy bất lợi. Sóng biển (chiến thuật kỵ binh) là cách tác chiến lợi hại của quân Mông Cổ, họ bao vây đội hình quân đối phương bằng cách bố trí kỵ binh theo tuyến dài, thực hiện chiến đấu bao vây linh hoạt. Khi quân thù mạnh hơn thì họ sẽ phân tán lực lượng, khi thời cơ thích hợp họ sẽ hợp lại và tiến hành bao vây đối phương. Chỉ với 100 kỵ binh có thể bao vây 1.000 bộ binh, và 1.000 kỵ binh có thể triển khai thành một tuyến dài hơn 30 dặm. Chiến thuật này là hình thức tác chiến cơ động: Quân Mông Cổ liên tục phi ngựa để giữ khoảng cách, không để đối phương tiếp cận, vũ khí sử dụng chủ yếu là cung tên để bắn quân địch từ xa. Khi quân đối phương chạy tới gần để cận chiến, quân Mông Cổ sẽ phi ngựa rút nhanh về phía sau, và chiến đấu theo Chiến thuật Parthia (vừa phi ngựa vừa bắn tên), nếu còn đường lui thì họ luôn tránh việc cận chiến. Chiến thuật này vừa khai thác tối đa lợi thế về tài năng cưỡi ngựa bắn cung của người Mông Cổ, vừa giảm tối đa nguy hiểm khi đánh cận chiến. Một kỵ binh Mông Cổ có thể dùng cung tên bắn hạ vài binh sĩ đối phương từ xa cả trăm mét, trong khi đối phương chỉ có gươm giáo thì cự ly tác chiến chỉ được vài mét, nên không thể đánh trả được.
Với lợi thế chiến thuật này, có những trận đánh quân Mông Cổ chỉ đông bằng 1/4 đối phương mà vẫn chiến thắng (như Trận sông Kalka, trận Mohi,...), hoặc như Chiến tranh Mông-Kim, Mông Cổ chỉ có khoảng 12 vạn quân mà đã đánh bại quân đội gần 1 triệu người của nhà Kim. Huy động 3 vạn quân (trong đó 1 vạn là kỵ binh Mông Cổ) là tương đương 1/7 binh lực của toàn nước Mông Cổ huy động đánh nước Nam Tống (trong khi Nam Tống đất rộng và đông dân gấp 20 lần Đại Việt). Dựa trên thực tế đó, các tướng Mông Cổ cho rằng với nước nhỏ như Đại Việt thì chỉ cần 3 vạn quân là quá đủ để chinh phạt rồi.
Một đặc điểm nữa của đạo quân này là trong thành phần lãnh đạo, nó quy tụ tới 50 chư vương của triều đình Mông Cổ và phò mã Mông Cổ tên là Quaidu. Đây là những sĩ quan có liên hệ huyết thống hoặc hôn nhân với gia đình của Thành Cát Tư Hãn, gia tộc đang thống trị Mông Cổ. Nhà sử học cổ trung đại người Ba Tư là Rasid ud-Din chép:
| “ | ......hãn còn phái năm mươi chư vương... trong số con cháu của Sát Hợp Đài (con thứ hai của Thành Cát Tư Hãn) có một người tên là An-bi-ska (Abiska).[c] | ” |
Tuy nhiên, quân Mông Cổ có nhược điểm lớn bắt nguồn từ chính ưu điểm của họ:
- Do gấp rút tấn công nên quân Mông Cổ chỉ có kị binh và bộ binh, không chuẩn bị thủy binh, nên khi gặp sông ngòi thì không tiến quân được.
- Do chú trọng việc tác chiến cơ động, hành quân phải thật nhanh nên quân Mông Cổ không mang theo dân phu để vận tải lương thực, xây dựng doanh trại (do dân phu phải khuân vác nặng nên đi khá chậm, nếu đi cùng dân phu thì kỵ binh không hành quân nhanh được). Tất cả những gì cần thiết cho việc chiến đấu, sinh hoạt và ăn uống đều được quân Mông Cổ mang theo trên lưng ngựa. Với cách này, quân Mông Cổ chỉ có thể mang theo rất ít lương thực (chỉ đủ ăn vài ngày), khi đánh vào lãnh thổ đối phương thì họ sẽ cướp lương thực của dân bản địa để nuôi sống quân lính. Đây là chiến thuật mà Mông Cổ thường áp dụng trong các cuộc chiến trước đó và tỏ ra khá hiệu quả. Nhưng nhà Trần đã nhận ra điểm yếu của chiến thuật này và chuẩn bị sẵn kế hoạch "vườn không nhà trống" để đối phó. Triều đình nhà Trần đã sớm ra lệnh cho người dân cất giấu hết lương thực trong các kho, khiến quân Mông Cổ không cướp được lương thực và dần bị suy yếu.

## Diễn biến
Đội quân của Ngột Lương Hợp Thai sau khi chiếm được Đại Lý, rồi đóng binh ở A Mễ (阿迷, nay là Khai Viễn châu Hồng Hà tỉnh Vân Nam) phía Bắc Đại Việt, sai hai sứ giả đến dụ hàng Đại Việt. Nhà Trần đã nhốt hai viên sứ giả vào ngục và trói bằng dây tre. Theo Nguyên sử: Ngột Lương Hợp Thai không thấy tin tức hai viên sứ giả này, bèn sai tướng là Triệt Triệt Đô cùng đem 3000 quân, chia đường tiến binh tấn công Đại Việt. Đến tháng Mười âm năm Đinh Tỵ quân Nguyên Mông tiến tới áp sát biên giới (vùng ải Lê Hoa). Tháng Chín âm năm 1257, chủ trại Quy Hóa là Hà Khuất báo tin có sứ Nguyên sang. Vua Trần không nghe lời dụ hàng, xuống chiếu ra lệnh đem quân thủy bộ ra ngăn giữ biên giới (vùng ải Lê Hoa, núi Mai Lĩnh), theo sự tiết chế của Trần Quốc Tuấn và truyền cả nước sắm sửa vũ khí.

### Trận Bình Lệ Nguyên
Ngột Lương Hợp Thai chia quân làm hai cánh, một cánh do mình chỉ huy và cánh quân còn lại do Triệt Triệt Đô chỉ huy, chia đường tiến xuống sông Thao ở vùng Kinh Bắc, Đại Việt. Viên tướng này dùng con trai là A Truật sang giúp và dòm ngó tình hình. Nhà Trần bày nhiều lớp phòng thủ, A Truật trở về báo, liền tiến quân đi gấp, sai Triệt Triệt Đô làm tiên phong, A Truật ở sau làm điện, đến tháng 12 năm 1257, hai đạo quân hợp lại với nhau. Đến tháng Chạp năm Đinh Tỵ (1257), quân đội Mông Cổ xâm lấn đồng Bình Lệ, vua Trần Thái Tông tự mình dẫn theo sáu đạo cấm quân (Thiên Thuộc, Thiên Chương, Thánh Dực, Chương Thánh, Thần Sách, Củng Thần), cộng thêm sương quân ở các địa phương gần kinh thành để chống lại.
Quân Mông Cổ giáp trận quân Đại Việt do đích thân Trần Thái Tông (Trần Cảnh) ngự giá thân chinh chỉ huy tại Bình Lệ Nguyên (nay là huyện Bình Xuyên tỉnh Vĩnh Phúc). Đó là ngày 17 tháng 1 năm 1258.
Quân đội nhà Trần bày tượng binh, kỵ binh và bộ binh bên bờ sông Hồng đợi giặc, tượng binh dàn hàng ngang tại tiền quân che chắn cho lớp bộ binh, kỵ binh phía sau, thủy quân dọc sông Hồng để có thể khi thua sẽ rút quân an toàn. Quân Mông Cổ chia làm ba đội để sang sông, Triệt Triệt Đô dẫn 5.000 quân làm quân tiên phong, Ngột Lương Hợp Thai cầm đại quân đi giữa, phò mã Hoài Đô và A Truật giữ hậu quân. Đội chủ lực của Ngột Lương Hợp Thai lấy những hàng binh Đại Lý dàn ở các hàng phía trước để làm bia đỡ hứng chịu thương vong, kỵ binh Mông Cổ đi phía sau để hỗ trợ và tung đòn quyết định. Ngột Lương Hợp Thai dặn Quỳ Thủ Soạn và viên tiên phong là Triệt Triệt Đô:
| “ | ..."quân ngươi qua sông đừng đánh. Chúng nó tất đến chống ta, phò mã sẽ theo sau mà chặn phía sau nó: Ngươi lừa cướp lấy thuyền để nếu quân Nam tan vỡ thì đến sông không có thuyền, tất bị ta bắt được." | ” |
Nhưng Triệt Triệt Đô vừa qua sông đã ập lại đánh ngay. Trần Thái Tông tự làm tướng, đốc chiến đi trước xông pha tên đạn, sai tượng binh tiến ra giao chiến. Con Hợp Thai là A Truật (18 tuổi) ra lệnh cho kỵ binh bắn tên vào mắt voi, khiến voi đau và hoảng sợ, quay lại dày xéo đội hình quân Trần. Quân Trần nao núng, Trần Thái Tông ngoảnh trông hai bên, chỉ có tướng Lê Tần cưỡi ngựa một mình ra vào trận, sắc mặt không thay đổi. Lúc ấy, có người khuyên vua Trần dừng lại để chỉ huy chiến đấu. Lê Trần cố sức can vua: "Nay thì bệ hạ chỉ đánh một ván dốc túi thôi! Hãy nên tạm lánh chúng, sao lại có thể dễ dàng tin lời người ta thế!". Bấy giờ, vua Trần mới lui quân đóng ở sông Lô, Lê Tần giữ phía sau. Quân Mông Cổ bắn loạn xạ, Lê Tần lấy ván thuyền che cho vua Trần khỏi trúng tên giặc. Thế quân Mông rất mạnh, do không chiếm được thuyền của Đại Việt, vua Trần vẫn bảo tồn được lực lượng và lui về giữ sông Thiên Mạc.
Quân Trần thất lợi nhưng chủ động rút lui. Trần Thái Tông và tướng Lê Tần lui tới sách Cụ Bản, gặp tướng Phạm Cự Chích đem viện binh tới cứu. Quân Mông Cổ giết được Phạm Cự Chích, nhưng vua Trần đã chạy thoát ra bến Lãnh Mỹ, rồi xuôi thuyền về Phù Lỗ. Không bắt được bộ chỉ huy nhà Trần, Ngột Lương Hợp Thai nổi giận. Triệt Triệt Đô uống thuốc độc tự sát do không nghe lệnh, để vua Trần chạy thoát.

### Quân Trần rút lui
Khi vua Thái Tông triệt binh về sông Thiên Mạc, Lê Tần đã thảo luận với ông về những chuyện cơ mật, không mấy người biết tới. Khi ấy, Thái Tông cũng ngự thuyền nhỏ tới thuyền của em là Thái uý Trần Nhật Hiệu để hỏi ý Nhật Hiệu về kiến về kế sách giữ nước. Nhật Hiệu ngồi dựa vào mạn thuyền, không thể nào đứng lên được và đưa ngón tay xuống chấm nước rồi ghi hai chữ "nhập Tống" trên mạn thuyền (tức là nên chạy sang lánh ở đất Nam Tống). Thái Tông bèn hỏi về tình hình của quân Tinh Cương dưới quyền Nhật Hiệu, thì Nhật Hiệu đáp lại: "Không gọi được chúng đến". Thế rồi, nhà vua lại ngự thuyền đến chỗ Thái sư Trần Thủ Độ. Khi nghe câu hỏi của nhà vua, Thủ Độ tâu:
| “             | Đầu thần chưa rơi xuống đất, Bệ hạ đừng lo gì khác. | ” |
| — Trần Thủ Độ |                                                     |   |

Ngày hôm sau, ngày 18 tháng 1 năm 1258, hai bên chạm trán một lần nữa tại Phù Lỗ, vua Trần đã chặt cầu Phù Lỗ từ trước.
Hai bên đối mặt nhau qua một con sông (sông Cà Lồ) mà bày trận, quân Mông Cổ vẫn là người qua sông phá trận. Quân Mông muốn qua sông nhưng không có thuyền bè, bèn men theo bờ sông bắn tên xuống nước, thấy chỗ nào tên bắn xuống mà không nổi lên tức là cạn, rồi dùng kị binh băng qua sông. Quân Trần vẫn tiếp tục gặp bất lợi, nhưng một lần nữa họ lại chủ động rút lui. Sau đó, quân Trần lại chủ động rút khỏi Thăng Long.
Quân Mông Cổ chiếm được kinh đô Đại Việt sau 2 trận đánh. Nguyên sử chép: Ngột Lương Hợp Thai cũng phá quân bộ, lại cùng A Thuật hội đánh, đại phá chúng, rồi vào nước này. Nhật Quýnh (chỉ vua Trần) trốn chạy ra hải đảo. Bắt gặp sứ giả ngày trước ở trong ngục, bị dây tre trói lằn vào da thịt, lúc cởi trói ra, một sứ giả chết, do đó làm cỏ thành này.

### Quân Trần phản công

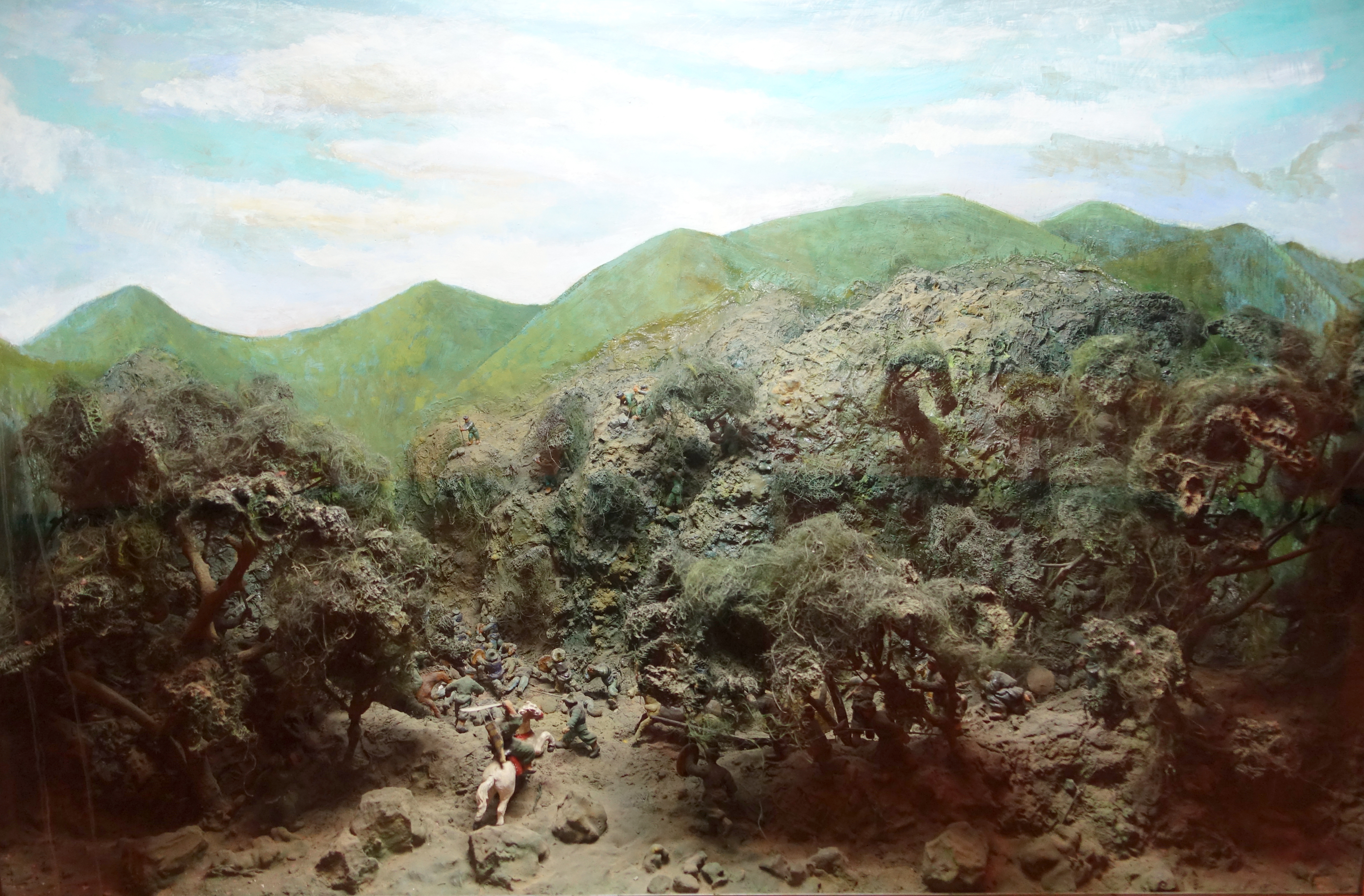
Sa đồ trận Quy Hóa năm 1257 nơi Hà Bổng chỉ huy tập kích quân Nguyên Mông

Chiếm được kinh đô chỉ sau hai trận đánh, nhưng kho tàng trống rỗng là vấn đề lớn đối với đội quân Mông Cổ. Những cuộc cướp bóc để kiếm lương ở vùng ngoại vi và phụ cận không có nhiều kết quả, quân Mông Cổ lâm vào tình trạng thiếu thốn lương thực.
Nửa đêm ngày 28 tháng 1 năm 1258, từ nơi trú quân (Thiên Mạc) trên Hoàng Giang, Trần Thái Tông cùng Thái tử Trần Hoảng ngự lâu thuyền ngược sông, bất ngờ đánh thẳng vào quân Mông Cổ. Quân Mông Cổ cho rằng lực lượng quân Trần đã kiệt quệ sau trận thua đầu nên rất chủ quan, do đó khi bị tập kích đã không kịp trở tay, bị thua to. Sau khi bị phá tan tại Đông Bộ Đầu, quân Mông Cổ không giữ nổi Thăng Long nữa. Chúng đồng loạt tháo chạy thẳng về Vân Nam.
Như khi mới tiến quân vào, quân Mông Cổ rút chạy theo dọc sông Thao, nhưng theo con đường bộ ở phía tả ngạn. Quân Mông rút lui quá nhanh, ngoài cả dự tính của nhà Trần khiến vua Trần chưa kịp bố trí lực lượng đón đánh. Tuy nhiên khi đến Quy Hóa (vùng Lào Cai, Yên Bái), quân Mông bị chủ trại là Hà Bổng – một thổ quan người Tày - tập kích kịch liệt. Trong số quân của Hà Bổng có những người Thái chạy từ nước Đại Lý vừa bị Mông Cổ diệt sang theo Đại Việt, muốn trả thù người Mông Cổ nên đã đánh rất hăng khiến quân Mông Cổ khốn đốn; chỉ vì số quân của Hà Bổng ít người nên thiệt hại của quân Mông Cổ không lớn. Trên đường rút về, do sợ bị quân Trần truy đuổi đằng sau, quân Mông Cổ cố rút nhanh và không cướp phá dân chúng, do đó người Việt mỉa mai gọi là "giặc Bụt".

### Kết cục
Theo Nguyên sử - Ngột Lương Hợp Thai truyện và Kinh thế đại điển tự lục chép rằng: sau khi bỏ Thăng Long, người Mông Cổ đã chạy về thành Áp Xích, trên đất của 37 bộ Quỷ Phương (Đại Lý), và điều này có nghĩa là Mông Cổ đã không đạt được mục tiêu là chiếm Đại Việt để làm bàn đạp đánh vào lưng Nam Tống. Ngột Lương Hợp Thai truyện cũng cho biết, Uriyangqatai đóng quân ở Áp Xích, sau khi có lệnh của Mông Kha thì mới đi theo đường trại Hoành Sơn để tiến vào châu Ngạc của Tống và hội quân với Hốt Tất Liệt. Nguyên sử lại viết: quân ở lại 9 ngày, vì khí hậu nóng nực nên rút quân về. Lại sai hai sứ giả đi gọi Nhật Cảnh về (chỉ vua Trần). Nhật Cảnh thấy kinh đô bị phá hủy, rất giận, ép sứ giả quay về. Thực tế, quân Mông Cổ đánh Đại Việt vào tháng 1, đúng vào lúc giữa mùa đông ở miền Bắc Việt Nam, do vậy không thể có chuyện "khí hậu nóng nực nên rút quân về" như Nguyên sử chép được.
Các khám phá địa chất gần đây cho thấy khoảng năm 1257 hoặc đầu 1258, núi lửa Samalas ở Indonesia xảy ra phun trào lớn, làm khí hậu thế giới bị biến động. Một số ý kiến cho rằng quân Mông ra lệnh rút quân là do thời tiết trở nên khắc nghiệt bởi ảnh hưởng từ vụ phun trào. Tuy nhiên, các ý kiến này là không hợp lý. Thứ nhất, đúng là vụ phun trào núi lửa Samalas làm khí hậu ấm lên trong mấy tháng do hiệu ứng của khí sunfat, nhưng mức gia tăng nhiệt độ chỉ ở mức mấy độ C, chỉ có thể làm mùa đông bớt lạnh chứ không thể biến mùa đông thành "mùa hè nóng nực" được. Thứ hai, ảnh hưởng của vụ phun trào cũng diễn ra tương tự ở lãnh thổ nước Nam Tống đang bị Mông Cổ chinh phạt vào cùng thời điểm, nhưng không hề thấy quân Mông Cổ rút khỏi Nam Tống vì lý do thời tiết.
Thiệt hại của quân Mông Cổ, tùy theo nguồn tài liệu mà chênh lệch từ già nửa cho tới khoảng 2/3:
- Theo Rashid-al-Din, đạo quân ba vạn kỵ binh Mông Cổ của Ngột Lương Hợp Thai kéo xuống Vân Nam, trước khi tiến lên châu Ngạc, còn lại không quá 5000 người, không rõ thiệt hại trong chiến tranh với Đại Việt là bao nhiêu.
- Nguyên sử, Ngột Lương Hợp Thai truyện và bài bia ký A Truật thì chép rằng: khi thâm nhập đất Tống, đoàn quân này còn lại 3.000 kị binh Mông Cổ và 1 vạn quân Thoán Bặc.[6]

### Sau cuộc chiến
Vua Trần Thái Tông hồi kinh, trăm họ Đại Việt nghiệp yên như cũ. Định công phong tước, cho Lê Tần (hay Lê Phụ Trần) làm Ngự sử đại phu và đem công chúa Chiêu Thánh gả cho. Vua nói: Trẫm không có khanh thì làm gì có được ngày nay. Khanh nên cố gắng để cùng hưởng phúc sau này. Cùng năm đó (1258), vua Trần Thái Tông truyền ngôi cho thái tử Hoảng, tức Trần Thánh Tông.
Năm 1258, ngay khi vừa bị đuổi chạy về đến Vân Nam, Uriyangqatai (Ngột Lương Hợp Thai) đã sai ngay hai sứ sang dụ vua Thái Tông vào chầu. Căm phẫn vì thấy kinh đô Thăng Long bị tàn phá, Thái Tông với khí thế của người chiến thắng, đã sai trói hai sứ lại, đuổi về.
Vua Trần sai sứ giả sang thông hiếu với nhà Tống. Sai Lê Phụ Trần làm sứ, Bác Lãm làm phó sang nhà Nguyên, rốt cuộc định ba năm một kỳ cống làm lệ thường. Theo Nguyên sử: Tháng 2 ngày mậu ngọ năm thứ 8, Nhật Cảnh (vua Trần) truyền nước cho con trưởng là Quang Bính, đổi niên hiệu Thiệu Long. Mùa hạ, Quang Bính sai con rể (Lê Phụ Trần) cùng người nước này đem phương vật đến, Ngột Lương Hợp Thai hộ tống đến sở quan, sai riêng Nột Lạt Đinh đến dụ chúng, nói: "Trước ta sai sứ giả đến giao hảo, các ngươi bắt giữ mà không cho quay về, ta do đó phát binh năm trước. Vì vua của nước ngươi đứng trốn ở đồng cỏ, lại lệnh cho hai sứ giả đến gọi về nước, ngươi lại ép sứ giả ta trở về. Nay sai riêng sứ giả đến dụ, nếu các ngươi thực lòng nội thuộc, thì vua nước ngươi phải tự mình đến, nếu vẫn không chừa, sớm đến báo cho ta". Quang Bính nói: "Nước nhỏ thật lòng thờ Nhà vua, thì nước lớn lấy gì đối đãi nước nhỏ?". Nột Lạt Đích về báo. Bấy giờ Vương chư hầu là Bất Hoa giữ Vân Nam, Ngột Lương Cáp Thai nói với Vương, lại sai Nột Lạt Đinh đến dụ, sai sứ giả cùng đến. Quang Bính bèn thực lòng nạp thuộc, lại nói: "Đợi ban ân đức, liền sai con em làm con tin". Vương lệnh cho Nột Lạt Đinh lên ngựa đưa tin vào tấu lên.
Theo sử gia Lê Tắc, người viết quyển sử An Nam chí lược, có chép về bức thư vua Nguyên gửi cho vua Trần năm 1275: "Theo chế độ của tổ tông đã quy định, phàm các nước Nội phụ thì vua phải thân hành tới chầu, gửi con em làm con tin, biên nạp dân số, nộp thuế lệ, mộ dân trợ binh và vẫn đặt quan Đạt lỗ hoa xích để thống trị; sáu điều nói trên, năm trước đã có lời dụ cho khanh biết rồi, thế mà qui phụ đã hơn 15 năm, khanh chưa từng tới triều kiến một lần nào, và các điều quy định đến nay vẫn chưa thi hành, tuy rằng ba năm tới cống hiến một lần, nhưng các đồ cống hiến đều không dùng được". Như vậy, mang tiếng là một nước phải triều cống, nhưng đó chỉ là trên danh nghĩa, còn thực tế Đại Việt là một nước tự chủ, không thi hành theo sáu điều quy định của Mông Cổ về nước Nội phụ của Mông Cổ.

## Nhận định
Các tác giả của Nguyên sử, phần Hiến Tông bản kỷ chỉ chép vắn tắt:
"Mùa đông tháng 11, Ngột Lương Hợp Thai đánh vào Giao Chỉ, đi vào nước nó. Chúa An Nam là Trần Nhật Cảnh trốn vào hải đảo, [Mông Cổ] bèn rút quân về".
(ghi chép của Nguyên sử để tránh kị huý đã không công nhận đây là thất bại mà chỉ nói tránh là "Mông Cổ rút quân về", không nhắc đến việc quân Mông Cổ bại trận ở Đông Bộ Đầu và bị tập kích khi rút về. Vua Trần cũng không hề "trốn vào hải đảo" như Nguyên sử viết mà đã trực tiếp chỉ huy trận Đông Bộ Đầu phản công đánh bại quân Mông Cổ)
Trong Đại Việt sử ký toàn thư, Kỷ nhà Trần, phần Thái Tông hoàng đế, có bình luận:
"...lúc đó, người Nguyên mới lấy Vân Nam, du binh xâm lược đến, không có ý lấy nước ta."
Bình luận "quân Nguyên không có ý lấy nước ta" trong Đại Việt sử ký toàn thư ngày nay bị bác bỏ. Các sử gia trong đế quốc Mông Cổ như Rashid al-Din và Lê Tắc (tác giả An Nam chí lược) đều công nhận rằng Mông Kha muốn chiếm Đại Việt làm bàn đạp để đánh thọc vào châu Ung, châu Quế phía nam nước Tống. Chính Nguyên sử cũng ghi: "Uriangqadai vào Giao Chỉ định kế lâu dài." Nếu chiến dịch này chỉ là để cướp bóc, không phải để chiếm lãnh thổ thì quân Mông không cần phải huy động tới 3 vạn quân, và Mông Kha cũng đã không cử tới 50 chư vương của triều đình Mông Cổ, có cả phò mã Mông Cổ tên là Quaidu tham gia chỉ huy đội quân này.
Lời cẩn án của các sử quan thời Nguyễn chép trong Khâm định Việt sử thông giám cương mục:
Trận này thế giặc rất mạnh, thế mà Sử cũ chỉ chép rằng nhà vua tiến quân đánh được giặc, không chép rõ cái cớ sở dĩ đánh được như thế nào cả. Tham khảo sách Nguyên sử loại biên và sách Cương mục tục biên (Trung Quốc) đều chép rằng: Ngột Lương Hợp Thai đã bình được nước Đại Lý, kéo quân sang nước ta, ba lần sai sứ đến dụ nhà vua đầu hàng, đều không thấy sứ thần trở về, bấy giờ mới chia đường tiến quân, nhân thế thắng, kéo vào đô thành nước ta, khi vào, thấy ba người sứ sai sang trước còn bị giam ở trong ngục, người nào cũng bị những thanh tre bó chặt vào mình sát hẳn đến da, khi cởi trói ra, thì một người đã bị chết, họ liền giết hết cả dân trong thành. Đóng quân ở đây được 9 ngày, vì không chịu được nóng nực, phải rút về. Lại sai sứ giả đến chiêu an, vua Thái Tông giận họ tàn phá, nên lại sai trói hai sứ giả đưa trả lại.
Sử gia Trần Xuân Sinh cho rằng: Ngột Lương Hợp Thai là tướng giỏi, khi thấy không giữ nổi Thăng Long đã rút sớm về Vân Nam để bảo toàn lực lượng là thượng sách.
Việc quân Mông Cổ thất bại ở Đại Việt cũng đã giúp Nam Tống tránh được việc bị đánh kẹp từ phía Nam để có thể tập trung binh lực đối phó Mông Cổ ở phía Bắc. Quy mô đạo quân của Ngột Lương Hợp Thai có thể nói là không lớn, chỉ cỡ 3 vạn. Nhưng xét về hậu quả của thất bại đối với toàn thể chiến lược xâm lăng đất Tống theo bốn con đường cũng như sự thất bại quá chóng vánh, sử gia Hà Văn Tấn có nhận định rằng:
"Có lẽ...trong đời chinh chiến của mình, chưa bao giờ Uriangqadai bị thua nhục nhã như lần này."
Sử liệu Trung Quốc thời Nguyên, Minh không chấp nhận họ là nước lớn mà lại thất bại, nên đã quy kết nguyên nhân thất bại của quân Mông Cổ là do thời tiết nóng nực của Đại Việt. Trong Nguyên văn loại, quyển 41, Kinh thế đại điển tự lục (bản Thương vụ ấn thư quán 1958, trang 563) chép rằng: "[Quân Mông Cổ] ở lại chín ngày, vì nóng nực, rút quân về". Còn Nguyên sử trong quyển 209, An Nam truyện cũng viết là "Quân ở lại chín ngày, vì khí hậu uất nhiệt bèn rút quân về". Thực tế, quân Mông Cổ đánh Đại Việt vào tháng 1, đúng vào lúc giữa mùa đông ở miền Bắc Việt Nam, do vậy không thể có chuyện "khí hậu nóng nực nên rút quân về" như Nguyên sử và Kinh thế đại điển tự lục chép được.
Chiến thắng của quân dân Đại Việt trong cuộc kháng chiến chống Nguyên Mông lần thứ nhất đã ghi dấu công lao của vua Trần Thái Tông. Sau này vua Trần Nhân Tông về thăm Long Hưng, trông thấy vẻ uy nghi đường vệ của lăng Thái Tông, đã ghi lại dư âm của chiến thắng năm 1258 trong niên hiệu Nguyên Phong bằng mấy câu thơ trong bài "Xuân Nhật yết Chiêu Lăng":
Tì hổ thiên môn túc
Y quan thất phẩm thông
Bạch đầu quân sĩ tại
Vãng vãng thuyết Nguyên Phong
Dịch:
Nghìn cửa quân tì hổ uy vũ
Các quan thất phẩm áo đầy đủ.
Quân sĩ người đầu bạc vẫn còn,
Thường thường kể chuyện thời Nguyên Phong
- Các tác giả phương Tây Peter D. Sharrock và Vũ Hồng Liên (người Anh gốc Việt) đã nhận xét về kết quả cuộc chiến năm 1258:[25]

| “                                | Các bộ sử Việt ca ngợi các sự kiện năm 1258 là một đại thắng, nhưng Nguyên sử và An Nam chí lược cho là người Mông Cổ đã thắng, vì họ đã chiếm được Thăng Long. Cuối năm đó, Đại hãn Mông Kha gửi một lá thư cho vua Trần, có nói đến việc ông ta [vua Trần] đuổi hai sứ Mông Cổ, và yêu cầu triều đình Trần thần phục. Điều đó có nghĩa là nhà Trần đã không thần phục từ trước. Điều đó cũng có nghĩa là thanh danh bất khả chiến bại của người Mông Cổ đã bị tan vỡ tại thời điểm này. Nguyên sử, An Nam chí lược và các bộ sử biên niên Việt chỉ viết sơ sài về cuộc chiến năm 1258, nhưng thật ra đây là một bước ngoặt trong lịch sử thế giới, vì đây là bước lùi đầu tiên của quân Mông Cổ tại châu Á và trong chiến dịch chinh phục thế giới của họ. Nó được nối tiếp bằng thất bại được biết đến nhiều hơn của họ trong tay người Mamluk tại Ain Jalut tháng 9 nắm 1260. | ” |
| — Petrer Sharrock & Vũ Hồng liên | |   |